# Lydd
Lydd è un paese di 5 782 abitanti della contea del Kent, in Inghilterra.